# RGBY
RGBY es un tipo de método de expresión de color y es un tipo de mezcla aditiva de cuatro colores primarios: RGB (● rojo, ● verde, ● azul), que son los tres colores primarios de la luz, más Y (● amarillo). 
En mayo de 2010, Sharp anunció un televisor LCD (AQUOS Quattron) que adoptaba cuatro tecnologías de colores primarios  y lo lanzó en julio de 2010. 

## descripción general
Se expresa sumando amarillo (Y), que es el inverso del azul (B), a RGB.
Con RGB, puede crear amarillos como el amarillo brillante (amarillo teñido de naranja, amarillo dorado) creado mezclando rojo y verde, y cian (azul claro) como el color turquesa (azul turquesa). Es difícil de reproducir con claridad, por lo que al agregar un componente amarillo, mejoramos la reproducibilidad de la cobertura de amarillos y naranjas, especialmente en la dirección del amarillo brillante, y también mejoramos la expresividad del cian, haciendo que los colores sean más ricos. efecto de ampliar el rango que se puede reproducir. El blanco se puede crear usando tres colores primarios usando tres píxeles RGB, pero cuando se usan cuatro colores primarios con amarillo agregado, el blanco también se puede crear usando los colores opuestos de azul y amarillo.
Por otro lado, se dice que ajustar el balance de blancos en el lado de la pantalla es difícil. Además, debido a que el color azul puro es débil, hay muchas áreas que resultan extrañas al ojo humano en comparación con el RGB convencional. Se espera que este inconveniente se mejore mediante el desarrollo de diversas tecnologías.